# 高知さんさんテレビ
高知さんさんテレビ株式会社（こうちさんさんテレビ、Kochi Sun Sun Broadcasting, Inc.）は、高知県を放送対象地域としたテレビジョン放送事業を行っている特定地上基幹放送事業者である。フジ・メディア・ホールディングスの持分法適用関連会社。
略称はKSSだがあまり使われず、さんさんテレビ・SUNSUNといった愛称が使われることが多々ある。

## 概要
コールサインはJOQX-DTV（高知）。フジテレビをキーステーションとする、FNN・FNS系列フルネットのテレビ局である。
橋本大二郎高知県知事（当時）が掲げた、初当選時の公約である「高知県の情報格差是正」を図り県の情報化を推進し、県勢発展に結び付けるという目標の下、1995年には放送免許申請が一本化され、中谷元、山本有二の地元出身代議士や野中広務自由民主党幹事長代理（当時）らへの支援要請を行い、フジテレビとの粘り強い交渉を経て、県下では27年ぶりとなる民放テレビ局として1997年4月1日に開局した。当日には、FNN・FNS加盟各局制作の開局祝CMが放送された。
開局時にはフジテレビや関西テレビからも数名程度社員を現地に出向して業務対応に当たっていたほか、経費削減のため、自社では東京と大阪には支社を設けず、山形県のさくらんぼテレビと共同でフジテレビ関連会社であるフジクリエイティブコーポレーション（FCC）に営業業務を委託している。
社名の由来は、「燦々と輝く南国の陽光」をイメージし、さらには「第3の波」という意味も込められ、また高知市弥生町の地点愛称が地球33番地とされていることである。他、設立時の資本金が33億円という由縁もあるとされる。なお、「高知さんさんテレビ」の名付け親は当時の橋本知事である。
現在、高知県にはテレビ朝日系列・テレビ東京系列はないが、本局では他系列局の番組の遅れネットにはあまり積極的ではない傾向にある。特にテレビ朝日系列の番組は、開局準備時に、発起人間でフジテレビ系での開局を目指したグループと、テレビ朝日系での開局を目指したグループとで起きた主導権争いで、最終的に高知ケーブルテレビをはじめとした前者が主導権を握った影響から、権利切れ再放送を含めて開局以来一度も放送しておらず、テレビ東京系列・独立局の番組は後述の通りごくわずかに放送している程度である。
デジタル放送のリモコンキーIDはキー局のフジテレビ・準キー局の関西テレビ等と同じ「8」で、フジテレビとは高知親局の物理21chも同じ。

## 本社・支社所在地
- 本社
  - 高知県高知市若松町10番11号
- 東京支社
  - 東京都江東区青海一丁目1番20号 ダイバーシティ東京18階FCC内
- 関西支社
  - 大阪府大阪市北区曽根崎新地二丁目5番3号 堂島TSSビル6階FCC内

## 資本構成
企業・団体は当時の名称。出典：

### 2021年3月31日
| 資本金 | 発行済株式総数 | 株主数 |
| ------ | -------------- | ------ |
| 33億円 | 66,000株       | 101    |

| 株主                             | 株式数   | 比率   |
| -------------------------------- | -------- | ------ |
| フジ・メディア・ホールディングス | 12,190株 | 18.47% |
| 高知信用金庫                     | 06,600株 | 10.00% |
| 四銀総合リース                   | 04,940株 | 07.48% |
| 高知県                           | 04,600株 | 06.96% |
| 四国銀行                         | 03,300株 | 05.00% |
| 高知銀行                         | 03,300株 | 05.00% |
| 中澤氏家薬業                     | 03,300株 | 05.00% |
| 高知ケーブルテレビ               | 02,220株 | 03.36% |
| 関西テレビ放送                   | 01,700株 | 02.57% |
| 高知市                           | 01,320株 | 02.00% |
| 高知新聞社                       | 01,320株 | 02.00% |
| 四国電力                         | 01,320株 | 02.00% |
| 幡多信用金庫                     | 01,320株 | 02.00% |

## 沿革
- 1992年（平成4年）
  - 10月16日 - 高知県の第3局の開設するための放送普及基本計画の変更を諮問（福井の第3局、愛媛の第4局と同日）[8]。
  - 12月18日 - 高知県の第3局の周波数割り当てを決定。
- 1996年（平成8年）6月3日 - 会社設立。
- 1997年（平成9年）
  - 1月20日 - 柏尾山送信所から試験電波の送信を開始。
  - 3月20日 - 開局前サービス放送を開始。
  - 4月1日 - 高知県3番目のテレビ局として開局。
- 2006年（平成18年）
  - 3月1日 - デジタル対応の主調整室（マスター）へ更新（東芝製）。
  - 6月1日 - 柏尾山送信所から地上デジタル放送試験電波の送信を開始（アナログテレビ放送に使用中の鉄塔を継続使用）。
  - 8月4日 - 地上デジタル放送試験放送を開始（アナログ放送と同一内容を放送。本放送開始まで局名、コールサイン、試験放送中のテロップがテレビ画面に表示された）。
  - 10月1日 - 地上デジタル放送本放送開始。県内のテレビ局初の共同制作番組『高知地上デジタル放送キックオフ宣言!』を13:00 - 13:30に4局同時放送した。
- 2008年（平成20年）1月4日 - スタジオ映像やテロップ、気象情報の画面などのハイビジョン送出開始。県内で最も遅いハイビジョン化となる。
- 2011年（平成23年）
  - 7月24日 - 地上アナログ放送終了。
  - 年度内 - フジテレビ・関西テレビとの合同による首都直下型地震を想定した大規模な災害放送訓練に当局をはじめ、NST新潟総合テレビ、長野放送、テレビ新広島、岡山放送の5局が参加し、災害時の各局の円滑な連携の検証が実施された[9][10][11]。
- 2019年（令和元年） - 終夜放送開始。

## ネットワークの移り変わり
- 1997年（平成9年）4月1日、同日開局した系列局の山形県のさくらんぼテレビジョン（SAY）とともに、フジテレビ系列28番目の局として開局。
- 番組が移行された割合は、高知放送（RKC）＝7：テレビ高知（KUTV）＝3。ニュース番組など生番組は新規ネット開始（ただし、過去には高知放送で『3時のあなた』→『タイム3』等のフジテレビの生ワイドショー番組を同時ネットしていた）。

## デジタルテレビ放送送信所
基幹局
- 送信所：高知 物理チャンネル21ch
- コールサイン：JOQX-DTV
- リモコンキーID：8

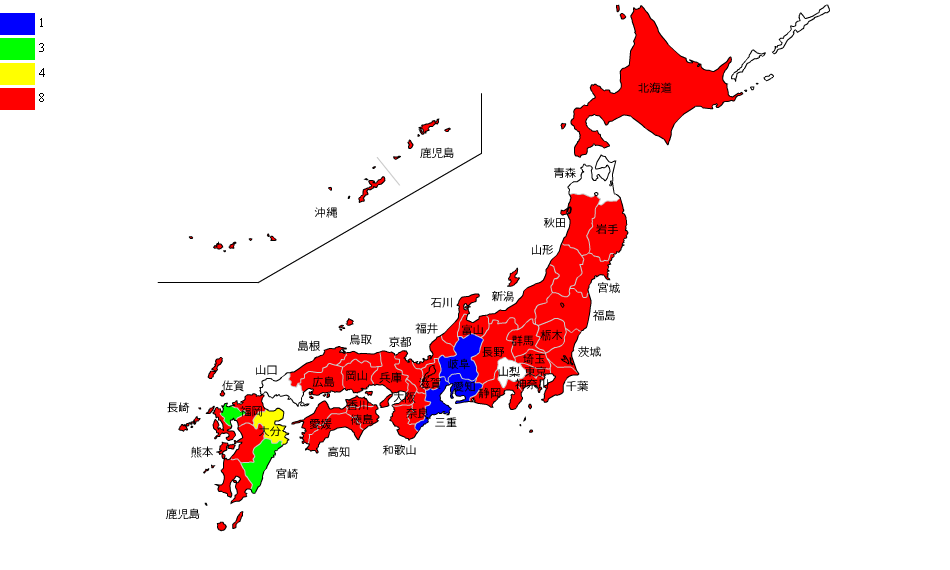
フジテレビ系列のリモコンキーID地図

- 3桁：081、082、087（臨時用）、681（ワンセグ用）。

中継局
- 虚空蔵（こくぞう） 物理チャンネル20ch 出力30W 本放送開始日2007年5月1日 デジタル新局（NHK・民放各局で共同使用）
- 土佐町 物理チャンネル20ch 出力3W 本放送開始日2007年7月12日 デジタル新局
- 窪川 物理チャンネル35ch 出力1W 本放送開始日2007年7月12日
- 中村 物理チャンネル26ch 出力100W 本放送開始日2007年9月1日
- 宿毛平田 物理チャンネル42ch 出力1W 本放送開始日2007年10月1日
- 宿毛（すくも） 物理チャンネル21ch 出力10W 本放送開始日2007年12月25日
- 安芸 物理チャンネル20ch 出力10W 本放送開始日2007年12月25日
- 佐川 物理チャンネル26ch 出力3W 本放送開始日2008年1月7日
- 須崎 物理チャンネル35ch 出力10W 本放送開始日2008年2月1日
- 中土佐 物理チャンネル26ch 出力0.3W 本放送開始日2008年3月1日
- 本山 物理チャンネル26ch 出力1W 本放送開始日2008年4月28日 デジタル新局
- 大豊 物理チャンネル35ch 出力1W 本放送開始日2008年5月26日 デジタル新局
- 豊永 物理チャンネル26ch 出力1W 本放送開始日2008年5月26日 デジタル新局
- 吾川 物理チャンネル26ch 出力1W 本放送開始日2008年8月15日 デジタル新局
- 土佐清水 物理チャンネル42ch 出力3W 本放送開始日2008年9月1日（アナログ放送を行っているテレビ高知単独の既存施設を使用し、民放各局で共同使用）
- 室戸 物理チャンネル26ch 出力3W 本放送開始日2008年10月15日
- 室戸岬 物理チャンネル26ch 出力3W 本放送開始日2008年10月15日 デジタル新局
- 梼原 物理チャンネル26ch 出力1W 本放送開始日2008年11月15日 デジタル新局
- 中村佐岡 物理チャンネル42ch 出力1W 本放送開始日2008年12月15日
- 大正 物理チャンネル20ch 出力3W 本放送開始日2008年12月22日 デジタル新局
- 馬路 物理チャンネル26ch 出力0.3W 本放送開始日2009年1月14日 デジタル新局
- 北川 物理チャンネル26ch 出力0.3W 本放送開始日2009年1月14日 デジタル新局
- 物部 物理チャンネル20ch 出力1W 本放送開始日2009年2月20日 デジタル新局
- 窪川興津 物理チャンネル47ch 出力0.1W 本放送開始日2009年3月27日 デジタル新局
- 大野見 物理チャンネル26ch 出力0.3W 本放送開始日2009年5月15日 デジタル新局
- 矢井賀 物理チャンネル32ch 出力0.1W 本放送開始日2009年5月15日
- 土佐葉山 物理チャンネル26ch 出力0.3W 本放送開始日2009年6月10日 デジタル新局
- 東津野 物理チャンネル32ch 出力1W 本放送開始日2009年6月10日 デジタル新局
- 池川 物理チャンネル45ch 出力0.3W 本放送開始日2009年7月31日 デジタル新局
- 仁淀 物理チャンネル20ch 出力1W 本放送開始日2009年7月31日 デジタル新局
- 佐喜浜 物理チャンネル20ch 出力1W 本放送開始日2009年8月1日 デジタル新局
- 小筑紫 物理チャンネル40ch 出力1W 本放送開始日2009年11月20日 デジタル新局
- 大月弘見 物理チャンネル26ch 出力1W 本放送開始日2009年11月20日 デジタル新局
- 土佐大月 物理チャンネル40ch 出力1W 本放送開始日2009年12月20日 デジタル新局
- 下川口 物理チャンネル26ch 出力0.05W 本放送開始日2009年12月20日 デジタル新局
- 南国八京 物理チャンネル26ch 出力0.01W 本放送開始日2009年12月25日 デジタル新局
- 伊野鹿敷 物理チャンネル26ch 出力0.01W 本放送開始日2009年12月25日 デジタル新局
- 東洋名留川 物理チャンネル26ch 出力0.01W 本放送開始日2010年1月31日 デジタル新局
- 東洋甲浦 物理チャンネル39ch 出力0.05W 本放送開始日2010年1月31日 デジタル新局
- 安田 物理チャンネル36ch 出力0.05W 本放送開始日2010年2月25日
- 室戸領家 物理チャンネル35ch 出力0.3W 本放送開始日2010年3月1日 デジタル新局
- 沖ノ島母島 物理チャンネル26ch 出力0.01W 本放送開始日2010年3月25日 デジタル新局
- 沖ノ島弘瀬 物理チャンネル26ch 出力0.01W 本放送開始日2010年3月25日 デジタル新局
- 南国亀岩 物理チャンネル26ch 出力0.01W 本放送開始日2010年6月1日

## アナログテレビ放送送信所
2011年7月24日停波時点
基幹局
- 高知 柏尾山送信所 40ch 映像周波数633.25MHz 音声周波数637.75MHz　映像出力10kW 音声出力2.5kW

なお、系列局やFNN系列の本局の中では、一番chが大きい(平均34 - 38chが最後)
中継局
- 高知五台山（ごだいさん）32ch 映像出力3W 音声出力0.75W
- 高知福井 30ch 映像出力3W 音声出力0.75W
- 高知一宮（いっく） 61ch 映像出力0.1W 音声出力0.025W
- 高知御畳瀬（みませ） 47ch 映像出力0.1W 音声出力0.025W
- 土佐市戸波（とさしへわ） 27ch 映像出力3W 音声出力0.75W
- 南国亀岩 57ch 映像出力0.1W 音声出力0.025W
- 伊野 51ch 映像出力3W 音声出力0.75W
- 山田神母ノ木（やまだいげのき） 52ch 映像出力0.1W 音声出力0.025W
- 山田杉田（やまだすいた）35ch 映像出力0.1W 音声出力0.025W
- 安芸 24ch 映像出力30W 音声出力7.5W
- 馬路 62ch 映像出力3W 音声出力0.75W
- 安田 60ch 映像出力0.1W 音声出力0.025W
- 室戸 57ch 映像出力30W 音声出力7.5W
- 須崎 36ch 映像出力30W 音声出力7.5W（アナログ・デジタルともNHK・民放各局で共同使用。ただし、高知放送、テレビ高知はデジタル放送のみ相乗り）
- 中土佐 51ch 映像出力3W 音声出力0.75W
- 中土佐矢井賀 61ch 映像出力1W 音声出力0.25W
- 中土佐上ノ加江 53ch 映像出力0.1W 音声出力0.025W
- 佐川 33ch 映像出力30W 音声出力7.5W（NHKの鉄塔を共同使用）
- 窪川 36ch 映像出力10W 音声出力2.5W（局単独）
- 窪川琴平 60ch 映像出力0.1W 音声出力0.025W（他局は映像出力1W 音声出力0.25W）
- 中村 14ch 映像出力500W 音声出力125W（アナログ・デジタルとも民放各局で鉄塔・局舎を共同使用。アナログ開局当初は局単独の施設だった）
- 中村佐岡 62ch 映像出力10W 音声出力2.5W
- 宿毛 30ch 映像出力100W 音声出力25W（アナログは局単独。デジタルは民放各局で鉄塔・局舎を共同使用）
- 宿毛平田 43ch 映像出力10W 音声出力2.5W
- 土佐清水 24ch 映像出力30W 音声出力7.5W

- 開局前の計画（開局当時の送信所・中継局は13局）では送信所・中継局はすべて他局と共同で使用する方針を立てていたが、結局共同使用されるのはNHK高知放送局所有の中継局の3か所（1997年の開局当初時点で）のみにとどまり[4]、それ以外はすべて局単独の施設となっていた。これは他局（主に先発民放2社）が「電波の混信を防ぐ」、「デジタル放送施設の設備場所確保」、「各局とも必要な施設は自前で建設した」などを理由として共同使用を拒否したためであるが、一番の理由は既存局がライバル局出現、それもフジテレビ系列の放送局だったことに危機感を持ったことであるとされている。そのため、親局建設はこれまで道路のなかった柏尾山となり、取付け道路建設から行った[注 6]。また他の中継局の建設の際も道路がない場所ではヘリコプターで資材を運んでいたという[4]。

## トラブル
- 2011年9月6日 8時31分から10時55分までの2時間24分間、無停電電源装置の故障から放送の送信が停止するトラブルが発生した。このトラブルで総務省四国総合通信局は、11月10日に行政指導を行った[12]。

## マスコットキャラクター・ロゴ・キャッチコピー
局のマスコットキャラクターは、1998年10月からはニホンカワウソをモデルにした「さんのすけ」を採用している。開局から1998年9月までは恐竜をモデルにした「さんさんザウルス」を採用していた。
キャッチコピーは、開局から長きに亘り「元気! 新鮮! さんさんテレビ」が用いられた。その後のキャッチコピーは「キニナルてれび」が使用されていたが、2016年10月からは、翌年4月に開局20周年を迎えるのを機に「笑顔になろうよ さんさんテレビ」が使用されている。
ロゴ（社章）は「桂浜に浮かぶ朝日」をイメージ。また、ロゴタイプは馬場雄二の作品を使用。

## 主な番組

### 自社製作番組
- プライムニュース&お天気（月曜 - 土曜 20:54 - 20:57）
- プライムこうち（月曜 - 木曜 18:09 - 19:00） ：月曜 - 金曜 15:45 - 18:09は『イット!』を放送。
- プライムこうちF（金曜 18:09 - 19:00）
- 高島康彰プロのみんなでゴルフ（日曜 6:35 - 7:00）
- こうち散歩 → こうち漫遊（放送終了後 - 早朝放送開始前） - 高知県内の風景を放映する。2020年4月1日に「こうち漫遊」に変更された。この番組の放送を機に、高知県内の民放テレビ局は全局が終夜放送[注 7]を実施した。ただし、高知本社送信所と各種放送設備の点検・工事の際は不定期に取り止める場合がある。

### フジテレビ系列番組（遅れネット）
制作局の表記のないものはフジテレビ制作。
- 日本一ふつうで美味しい植野食堂 by dancyu（月曜 - 金曜 13:50 - 14:18、BSフジ制作）
- いただきハイジャンプ（火曜 0:25 - 1:05（月曜深夜））
- KinKi Kidsのブンブブーン（火曜 1:05 - 1:50（月曜深夜））
- キスマイ超BUSAIKU!?（水曜 0:25 - 0:55（火曜深夜））
- Japan in Motion（水曜 0:55 - 1:25（火曜深夜）、テレビ新広島制作）
- フットマップ〜今すぐ行きたい!エエとこツアー〜（木曜 0:25 - 0:55（水曜深夜）、関西テレビ制作）
- 千原ジュニアの座王（金曜 0:25 - 0:55（木曜深夜）、関西テレビ制作）
- ウラマヨ!（土曜 0:55 - 1:55（金曜深夜）、関西テレビ制作）
- GO!GO!チャギントン（土曜 11:35 - 11:50）
- やすとも・友近のキメツケ!※あくまで個人の感想です（土曜 13:00 - 14:00、関西テレビ制作）
- かまいたちの机上の空論城（土曜 17:00 - 17:30、関西テレビ制作）[注 8]
- おかべろ（土曜 18:30 - 19:00、関西テレビ制作）
- 決定版!チョーさんの釣り情報（日曜 5:30 - 6:00、テレビ愛媛制作）
- 釣りごろつられごろ（日曜 6:20 - 6:35、テレビ新広島制作）
- ザ・ノンフィクション（日曜 13:50 - 14:45）

### テレビ東京系列番組
- となりのスゴイ家（土曜 14:00 - 14:55、BSテレ東制作）

## 終了した番組

### 自社製作番組
- SUNSUNザ・ヒューマン（FNNニュース555 ザ・ヒューマン）
- SUNSUNスーパーニュース
- SUNSUN みんなのニュース
- GO!GO!ガリバーくん（関西テレビ・山陰中央テレビ・岡山放送・テレビ新広島・テレビ愛媛と共同制作）
- 地域密着テレビSUNSUNゆみちゃんねる - 2007年10月スタートの地域密着バラエティ番組。おもなコーナーは「うちんくおらんく紅白歌合戦」と「うちんくくる」の2本。2008年3月までは第1土曜日に放送されていた。2009年12月に終了。
- サタ★マガ
- おへんろ。～八十八歩記～ - 岡山放送・テレビ愛媛との共同制作番組。
- おちゃのまLive さんスタ!

### 過去に放送した他系列番組

#### テレビ東京系列
- 爆走兄弟レッツ&ゴー!! - 『MAX』のみを放送。第1期・WGP編はテレビ高知で放送。
- 完成!ドリームハウス
- 妖怪ウォッチ→妖怪ウォッチ シャドウサイド（『妖怪ウォッチ!』以降は県内未放送）
- たけしのニッポンのミカタ!

#### その他の番組
- 演歌百撰（テレビ高知から移行）
- 戦国鍋TV 〜なんとなく歴史が学べる映像〜（tvk・チバテレ・テレ玉・サンテレビ共同制作）
- 鬼滅の刃シリーズ[注 9]

### サービス放送期間中に最終回となったフジテレビ系の番組
- SUNSUNスーパータイム（FNNスーパータイム）
- FNNニュース最終版
- 土曜大好き!830
- とんねるずのみなさんのおかげです[注 10]
- FNN Five to 4:00

### 開局時に高知放送からネット移行したフジテレビ系の番組
下記の番組のうち、スポンサーネット扱いの番組以外は本局開局の半年前に高知放送での放送が打ち切られている。
- 森田一義アワー 笑っていいとも![注 11]
- ライオンのごきげんよう[注 12]
- とんねるずのハンマープライス[注 13]
- プロ野球ニュース[注 14]
- 平日午後のワイドショー枠[注 15]
- 水曜劇場[注 16]
- 木曜劇場[注 17]
- 東海テレビ制作昼の帯ドラマ[注 18]
- 料理の鉄人
- 新春かくし芸大会[注 19]
- 三菱ギャラントーナメント
- 春の高校バレー
- めちゃ2イケてるッ!
- LOVE LOVE あいしてる
- サザエさん[注 20]
- ゴールデン洋画劇場[注 21]
- 平成教育委員会[注 22]
- HEY!HEY!HEY! MUSIC CHAMP

ほか

### 開局時にテレビ高知からネット移行したフジテレビ系の番組
- ドラゴンボールシリーズ[注 23]
- SMAP×SMAP（フジテレビ・関西テレビ共同制作）
- テレビ寺子屋（テレビ静岡制作）
- さんまのまんま（関西テレビ制作）
- ダウンタウンのごっつええ感じ
- 月曜21時ドラマ枠[注 24]
- 火曜ワイドスペシャル[注 25]

ほか

### 開局時に高知で初めてネットされたフジテレビ系列の番組
- めざましテレビ
- おはよう!ナイスデイ
- どうーなってるの?!
- ポンキッキーズ
- FNNスピーク
- ビッグトゥデイ
- 報道2001
- 郁恵・井森のお料理BAN!BAN!
- ニュースJAPAN
- 水曜20時台時代劇枠
- 木曜の怪談
- 金曜エンタテイメント
- こちら葛飾区亀有公園前派出所
- るろうに剣心 -明治剣客浪漫譚-
- みどりのマキバオー
- ミュージックフェア
- 晴れたらイイねッ!
- 発掘!あるある大事典
- FNS歌謡祭

ほか

## アナウンサー
※ここでは、高知県出身者については特記として記す。

### 現職アナウンサー

#### 男性
- 2006年 遠藤圭介
- 2013年 玉井新平（9月入社、元岩手めんこいテレビ → フリー）
- 2023年 田村優介
- 2024年 鍛冶屋明香、川村和久

#### 女性
- 1999年 野村舞（高知市出身）
- 2017年 石井愛子
- 2020年 川辺世里奈
- 2024年 三木優花
- 小野典子

### かつて在籍したアナウンサー
男性
- 1997年
  - 沖田総平（ - 2015年、退社後は山口朝日放送へ移籍）
  - 小澤良太（ - 2004年、退社後はテレビ北海道へ移籍）
- 1999年
  - 林和人（ - 2002年、退社後は北海道テレビ放送へ移籍）
- 2001年
  - 五十嵐圭（ - 2005年、退社後はあいテレビへ移籍。後に共同通信社のデジタル部門でディレクターとして勤務）
  - 吉田鉄太郎（退社後はエフエムラジオ新潟へ移籍。後にラジオパーソナリティを経て、記者へ転向）
- 2005年
  - 水野善公（ - 2009年、退社後は北海道放送へ移籍）
- 2007年
  - 岩崎全智（ - 2013年3月、退社後は南日本放送へ移籍）
- 2010年
  - 合田泰吾（ - 2018年9月、高知市出身）
- 2017年
  - 藤尾悠（ - 2023年3月、退社後はオムロンに転職）[13]

女性
- 1997年
  - 辻史子（高知放送から移籍。2000年に退社後はフリーへ転向）
  - 藤田ゆみ子
- 1999年
  - 尾辻舞（ - 2003年、退社後はテレビ神奈川へ移籍）
- 2004年
  - 斎藤晴江（ - 2011年、退社後は宮城テレビ放送へ移籍）
- 2005年
  - 寺島舞（ - 2014年、現在はテレビ信州リポーター）
- 2007年
  - 西尾真鈴（ - 2014年、退社後はフリーへ転向）
- 2008年
  - 石田浩子（ - 2012年、退社後は千葉テレビ放送に移籍。2013年退社、フリーへ転向）
  - 中西沙綾（ - 2010年、退社後は鹿児島読売テレビへ移籍）
- 2010年
  - 福田由香（ - 2012年3月、退社後、2012年からはNHK岡山放送局の契約キャスター。2017年からフリー転向）
- 2011年
  - 大西緑（ - 2016年）
- 2014年
  - 正木麻由（ - 2023年3月、幼少期は高知県に一時在住）
  - 和田早矢（ - 2018年9月、退社後、株式会社ツクルバに転職。コミュニティマネージャー兼フリーアナウンサー。高知市出身）
- 2020年
  - 中村安里（ - 2023年3月、退社後は福岡放送へ移籍）

## その他
- 1992年（平成4年）2月21日の電波監理委員会で高知県の民放第3局を開設するための放送普及基本計画の変更が諮問される予定だったが、諸事情により諮問並びに周波数割り当てが見送られたことがある。